# Carl Wolmar Jakob von Uexküll
Carl Wolmar Jakob von Uexküll (Uppsala, 19 agosto 1944) è uno scrittore, politico e filantropo svedese con cittadinanza tedesca. 
È stato europarlamentare dal 1987 al 1989 per il Partito dei Verdi Tedeschi.
Nel 1980 ha fondato il Right Livelihood Award. Inoltre è stato cofondatore nel 2006 della World Future Council.

## Biografia
Figlio del Barone di Uexküll Gustav Adolf Gösta e di Ewa Lewerentz, Jakob von Uexküll nacque ad Uppsala, in Svezia, da una famiglia nobile estone. Dopo gli studi in Svezia e in Germania, vinse una borsa di studi per la Christ Church di Oxford e si laureò in filosofia, politica ed economia. Suo nonno Jakob Johann von Uexküll fu un biologo e scopritore della biosemiotica. Il nonno materno fu il famoso architetto Sigurd Lewerentz.

### Right Livelihood Award
Credendo che il Premio Nobel avesse una visione ristretta, che fosse destinato solamente per i paesi sviluppati e che trascurasse le fasce più povere e non avesse attenzione alla cultura ecologista, Carl Uexküll istituì il Right Livelihood Award con un fondo monetario di un milione di dollari vendendo la sua collezione privata di francobolli. Al fondo contribuirono in seguito anche altri benefattori che assicurano un premio annuale di 150.00 euro.
Nel 1980 il premio venne consegnato in una sala affittata. Dal 1985 viene consegnato nel Parlamento svedese. Il nipote di Carl Uexküll gestisce il  Premio Right Livelihood.

### Carriera politica e attivismo
Si è candidato diverse volte come europarlamentare per il Partito Tedesco dei Verdi, ricoprendo tale carica dal 1987 al 1989. Fece parte dei comitati per gli Affari Politici, Scienze e Tecnologie. Fu membro della Delegazione per le relazioni con l'Unione Sovietica e nel Gruppo baltico. È stato cofondatore del The Other Economic Summit nel 1984 e fondatore del Premio Estonian Reinaissance nel 1993.
È benefattore di Amici della Terra International e membro del Consiglio di Governo per la Trasparenza Internazionale delle Nazioni Unite. Inoltre è socio di Greenpeace e della Fondazione per le Nuove Economie. È membro della Commissione UNESCO per i doveri e le responsabilità umane. Amante della filatelia, ha pubblicato La nascita delle poste in Arabia Saudita (Londra 2001).

## Vita privata
Carl Uexküll ha la cittadinanza svedese e tedesca, vive a Londra, è sposato ed ha tre figli.